# Thlaspidosoma dohrni
Thlaspidosoma dohrni es una especie de insecto coleóptero de la familia Chrysomelidae.
Fue descrita científicamente en 1901 por Spaeth.